# Geografia Sudanu Południowego
Sudan Południowy leży we wschodniej części Afryki, pomiędzy 3 a 13° szerokości geograficznej północnej oraz 24 a 36° długości geograficznej wschodniej. Graniczy z Sudanem od północy, Republiką Środkowoafrykańską od zachodu, Demokratyczną Republiką Konga, Ugandą i Kenią od południa oraz Etiopią od wschodu. Kraj pokrywają lasy tropikalne, tereny bagienne i sawanny. Nil przecina kraj z południa na północ. Sudan Południowy leży w strefie klimatu podrównikowego suchego i wilgotnego.
Republika Sudanu Południowego od 14 stycznia 2017 roku jest podzielona na 32 stany i 83 hrabstwa. Stolicą i największym miastem jest Dżuba. Inne ważne miasta to Wau, Malakal i Yambio.

Mapa fizyczna Sudanu Południowego

## Powierzchnia i granice
Powierzchnia Sudanu Południowego wynosi 644 329 km². Rozciągłość południkowa wynosi 1000 km, a równoleżnikowa 1200 km.
Graniczy on z następującymi państwami:
- Etiopia 883 km
- Kenia 232 km
- Uganda 435 km
- Demokratyczna Republika Konga 628 km
- Republika Środkowoafrykańska 682 km
- Sudan 1937 km

## Ukształtowanie powierzchni

### Rzeki

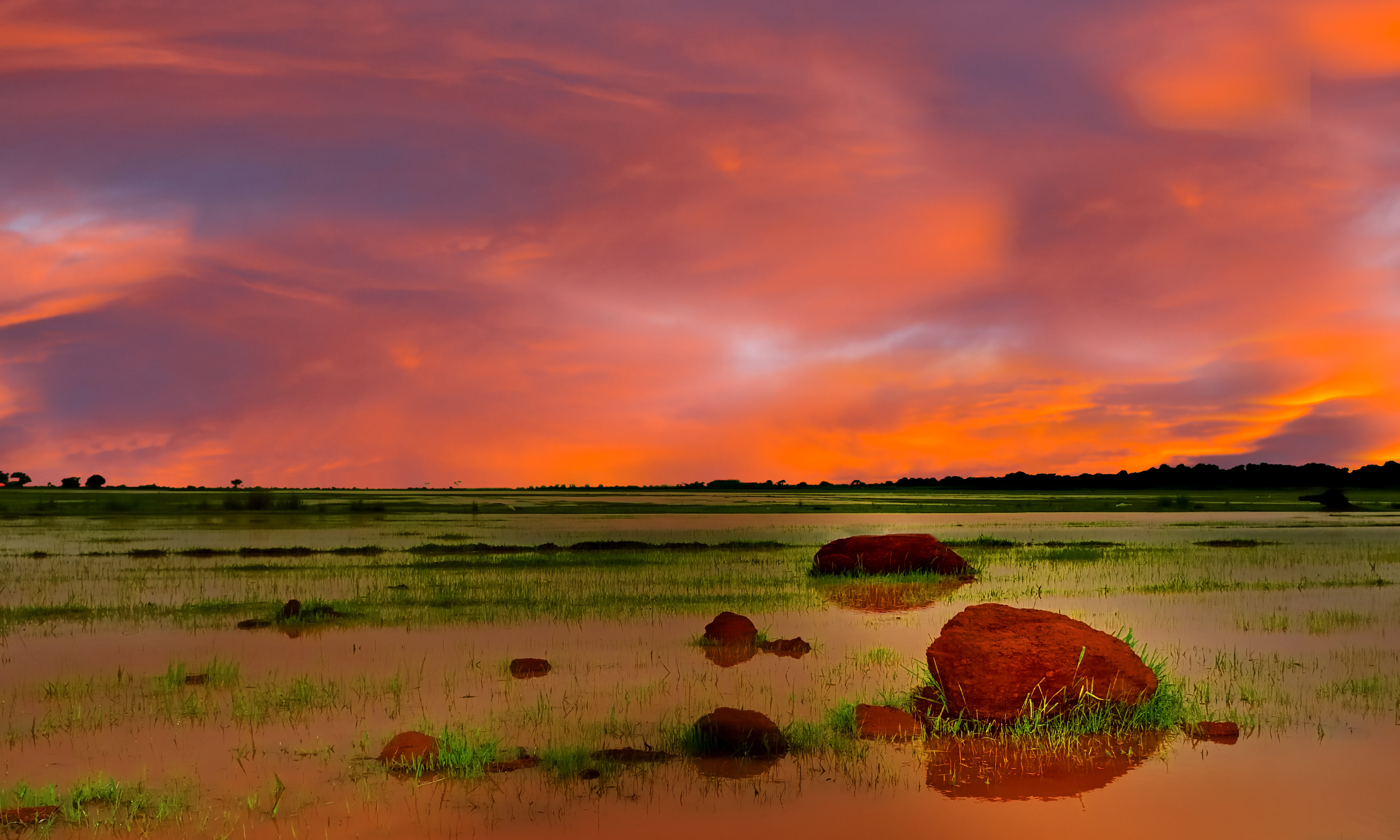
Rzeka Bahr el Ghazal

Rozległe równiny i płaskowyże Sudanu Południowego są osuszane przez rzekę Nil i jej dopływy. Nil płynie z południa na północ i przecina kraj w jego wschodnio-centralnej części. Przepływa przez stolicę kraju, Dżubę. Na terenie Sudanu Południowego od granicy z Ugandą nosi on nazwę Nil Górski. W centralnej części kraju znajduje się gliniana równina, której środek zajmuje ogromny bagienny region zwany Sudd (Al-Sudd). Od bagien Sudd rzeka nosi nazwę Nil Biały.
Najważniejsze rzeki Sudanu Południowego:
- Akobo
- Bahr al-Arab
- Bahr el Ghazal
- Baro
- Nil
- Nil Biały
- Pibor
- Sobat

### Góry
W południowo-wschodniej części kraju, w regionie Ekwatoria, znajduje się pasmo górskie Imatong (Immatong). Na południowo-wschodnim krańcu pasma znajduje się najwyższy szczyt Sudanu Południowego Kinyeti (3187 m n.p.m.). Na południu pasmo przechodzi w położone w północnej Ugandzie góry Agoro.

## Fauna

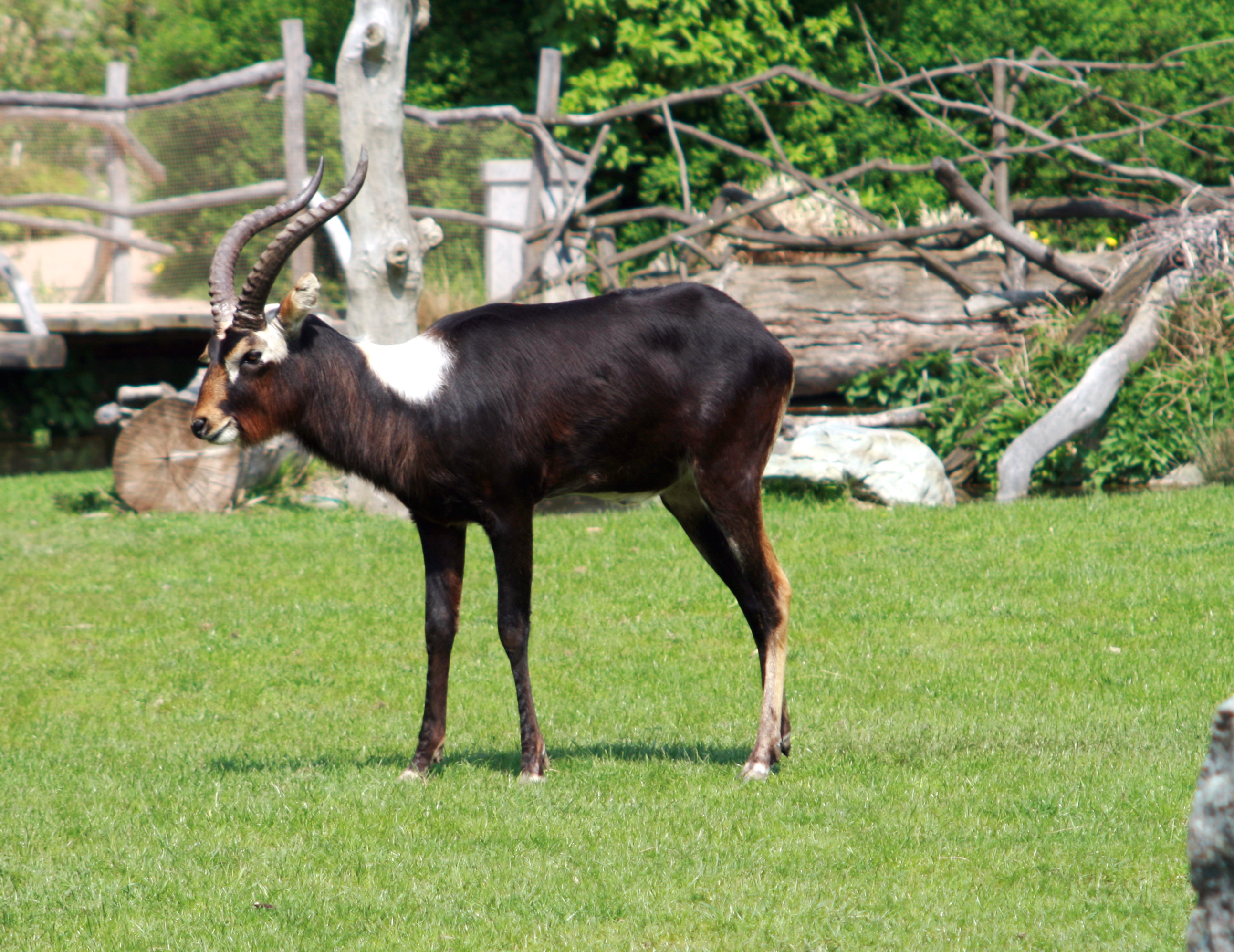
Kob nilowy

Sudan Południowy jest drugim na świecie obszarem zamieszkiwanym przez migrujące gatunki fauny. Badania wykazały, że na terenach Parku Narodowego Boma przy granicy z Etiopią, jak również na bagniskach As-Sudud i trawiastych obszarach Południowego Parku Narodowego w pobliżu granicy z Kongo, zamieszkują wielkie stada takich zwierząt jak bawolec krowi, kob żółty, topi, bawół afrykański, słoń afrykański, żyrafa i lew. Tutejsze lasy zapewniają ochronę takim gatunkom jak bongo, świnia leśna, świnia rzeczna, słoń leśny, szympans i licznym małpom. Spisy prowadzone regularnie od roku 2005 przez WCS we współpracy z rządem Sudanu Południowego potwierdzają istnienie znaczącej, choć z wolna malejącej populacji gatunków fauny, przy czym odnotowują ze zdziwieniem, że liczące 1,3 miliona stada antylop na południowym wschodzie kraju pozostają nienaruszone.
Zamieszkiwane przez tak liczne zwierzęta tereny to stepy, wysokie płaskowyże o stromych stokach, lesiste i trawiaste sawanny, tereny zalewowe nad Nilem i bagna. Występują tu gatunki endemiczne, jak kob białouchy i kob nilowy, współżyjące ze słoniami, żyrafami, elandami, antylopami Derbiego, oryksami, lwami, likaonami, bawołami przylądkowymi i topi (zwanymi lokalnie tiangami). Niewiele dziś wiadomo o populacji kobów białouchych i tiangów, których migracje przed wojną domową należały do największych.

## Flora

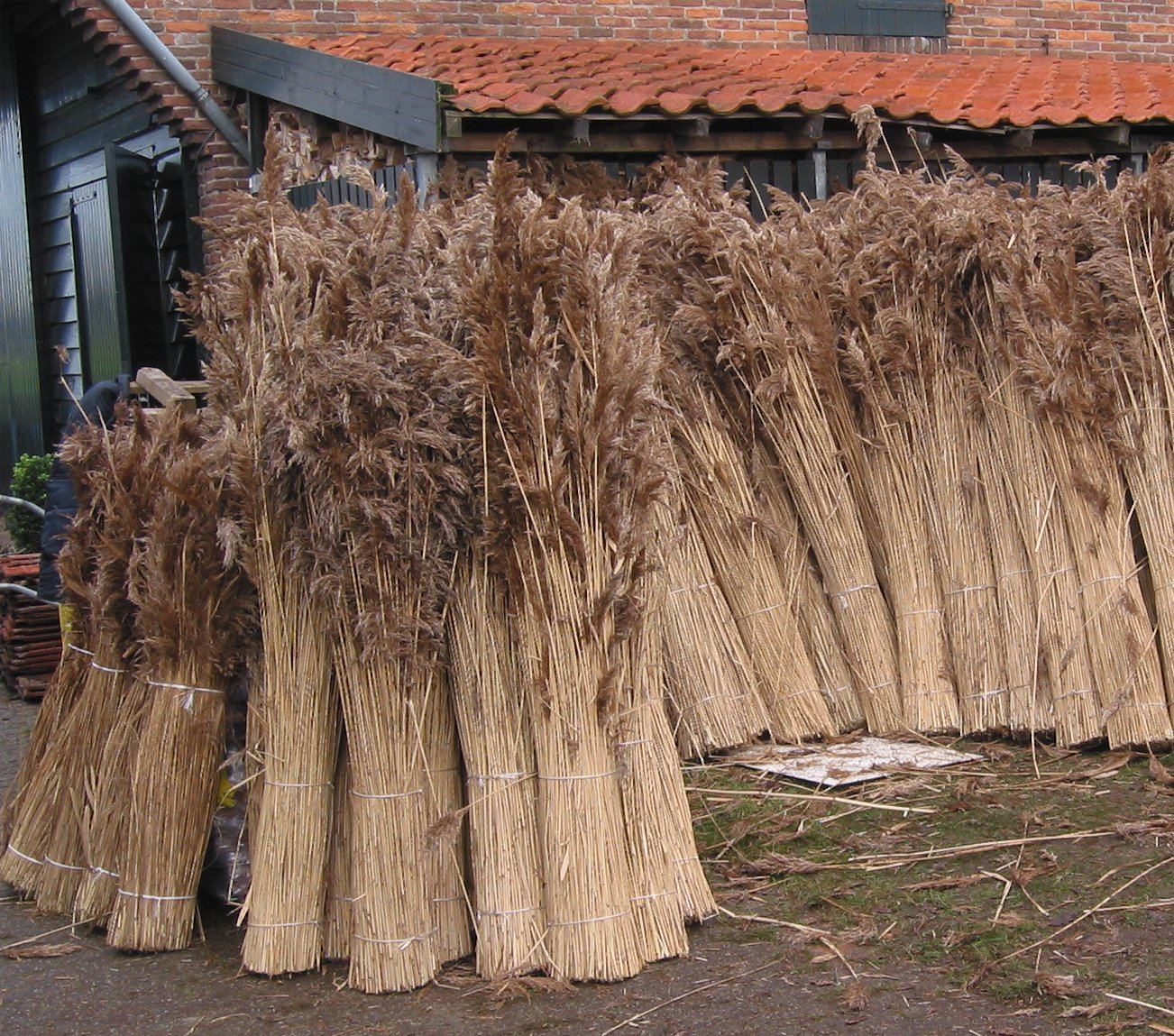
Trzcina

W Kotlinie Nilu Białego występują suche sawanny ze skąpymi trawami i niskimi akacjami, a na południowym zachodzie bujne sawanny z wysokimi trawami i okazałymi drzewami. Wzdłuż rzek znajdują się lasy galeriowe. Rozległe bagna As-Sudd i Machar są porośnięte trzciną i papirusem.

## Ekologia

Obszary chronione w Sudanie Południowym

### Ochrona środowiska
W roku 2006 prezydent Autonomicznego Regionu Sudanu Południowego Salva Kiir Mayardit ogłosił, że władze uczynią wszystko dla ochrony i rozpowszechniania wiedzy o florze i faunie regionu oraz że zrobią wszystko, co leży w zakresie ich możliwości, by zmniejszyć skutki pożarów, nielegalnego wywożenia odpadów i zanieczyszczania wód bieżących i gruntowych. Jak we wszystkich krajach rozwijających się, środowisku zagraża rozwój gospodarki i uprzemysłowienie.

### Obszary chronione
W Sudanie Południowym znajdują się rezerwaty utworzone dla ochrony fauny, głównie dużych zwierząt kopytnych i słoni. Ponadto w kraju znajduje się 6 parków narodowych: Bandingilo, Boma, Lantoto, Nimule, Shambe i Południowy Park Narodowy.

## Klimat

Mapa stref klimatycznych Sudanu Południowego według klasyfikacji klimatów Köppena

Sudan Południowy leży w strefie klimatu podrównikowego suchego i wilgotnego. Według systemu klasyfikacji klimatów Ziemi opracowanego przez niemieckiego klimatologa Wladimira Köppena, prawie całą powierzchnię kraju zajmuje strefa klimatów tropikalnych sawann (Aw), jedynie w północnej części kraju występuje klimat suchy ciepły stepowy (BSh), a na północnym krańcu także ciepły pustynny (BWh). Najwięcej opadów występuje latem. Średnia roczna temperatura waha się pomiędzy 27 a 28 °C.
| Miesiąc                             | Sty | Lut | Mar | Kwi | Maj | Cze | Lip | Sie | Wrz | Paź | Lis | Gru | Roczna |
| ----------------------------------- | --- | --- | --- | --- | --- | --- | --- | --- | --- | --- | --- | --- | ------ |
| Średnie temperatury w dzień [°C]    | 37  | 38  | 37  | 35  | 34  | 32  | 31  | 31  | 32  | 33  | 35  | 36  | 35     |
| Średnie temperatury w nocy [°C]     | 20  | 21  | 23  | 22  | 22  | 21  | 21  | 20  | 20  | 21  | 20  | 19  | 21     |
| Opady [mm]                          | 4   | 8   | 38  | 92  | 133 | 115 | 130 | 147 | 119 | 109 | 40  | 6   | 941    |
| Źródło: Climate-Data.org 2019-06-01 |     |     |     |     |     |     |     |     |     |     |     |     |        |

| Miasto                              | Średnia temperatura [°C] | Suma opadów [mm] |
| ----------------------------------- | ------------------------ | ---------------- |
| Dżuba                               | 27.5                     | 941              |
| Wau                                 | 27.6                     | 1098             |
| Malakal                             | 27.8                     | 757              |
| Old Fangak                          | 27.7                     | 802              |
| Źródło: Climate-Data.org 2019-06-01 |                          |                  |